# Fotodegradatie

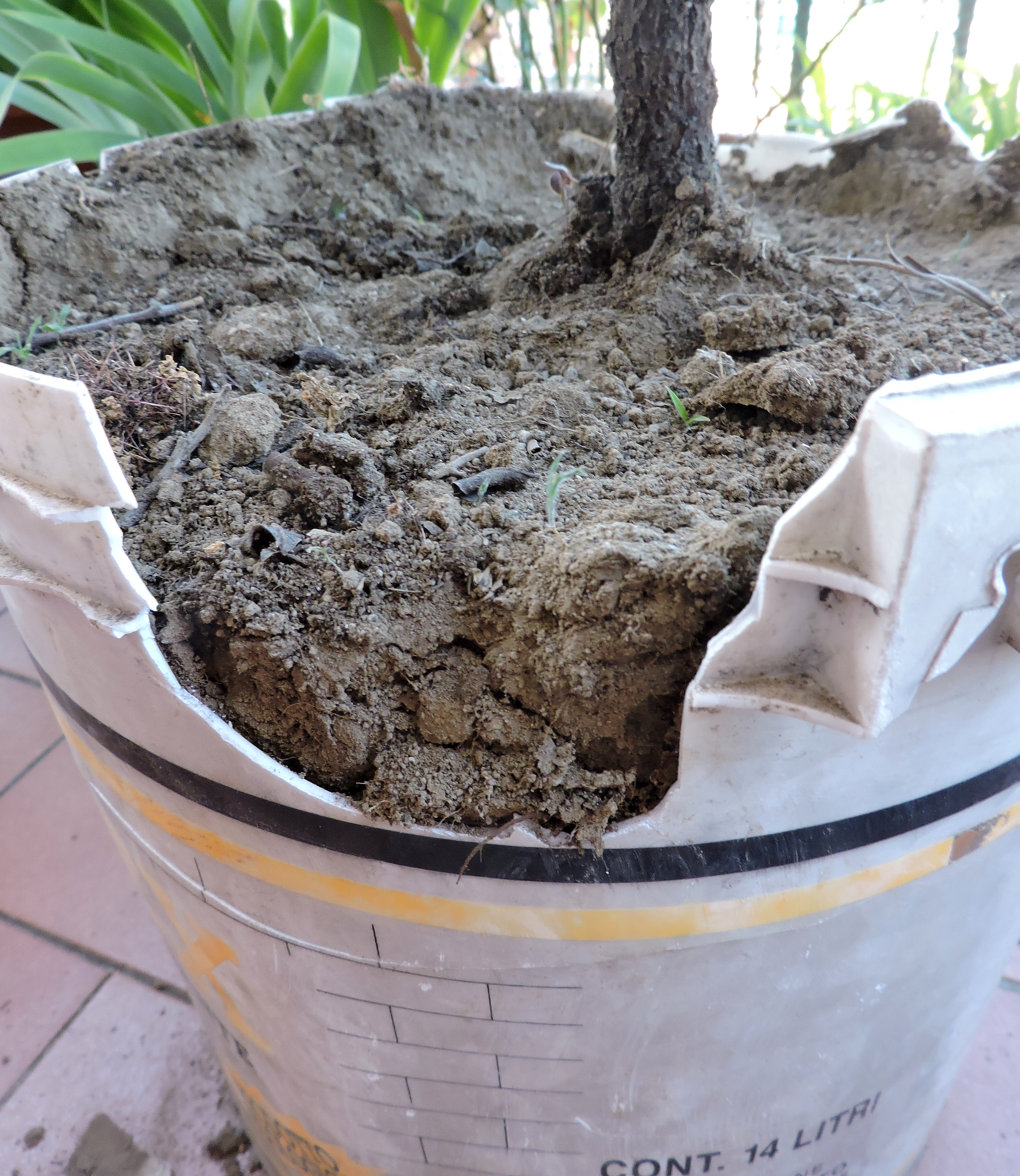
Fotodegradatie van een bloempot

Fotodegradatie is de afbraak van moleculen onder invloed van licht. Blootstelling aan licht kan ervoor zorgen dat onder andere lange plastic moleculen of polymeren worden opgebroken in steeds kleinere plastic moleculen. Plastic kan door fotodegradatie alleen niet helemaal worden afgebroken, zodat er altijd zeer kleine plastic moleculen overblijven, die vervuiling van de grond en het water veroorzaken.
Er zijn verschillende vormen van fotodegradatie. Bij fotodissociatie worden grote moleculen in kleinere stukjes opgedeeld. Het veranderen van de vorm en eigenschappen van een molecuul onder invloed van licht wordt ook fotodegradatie genoemd.
Fotodegradatie ontstaat net zoals fotodissociatie doordat fotonen uit licht met een korte golflengte, zoals ultraviolet licht, worden opgenomen door de moleculen. Doordat de moleculen deze hoog energetische fotonen opnemen, komen de elektronen in een hogere energetische staat die tot oxidatie, het breken van het materiaal en verandering van de moleculaire structuur kan leiden.
Een veel gebruikte toepassing van fotodegradatie is de behandeling van vervuild water met ultraviolet licht. De opgeloste moleculen in het water die de vervuiling veroorzaken worden onder invloed van het licht omgezet in koolstofdioxide.

## De plasticsoep
Een van de hoogste concentraties aan plastic deeltjes in water ter wereld is de zogeheten plasticsoep in de Noordelijke Grote Oceaan. Om deze reden wordt daarin veel onderzoek gedaan naar fotodegradatie van plastic en de effecten hiervan. Als gevolg van fotodegradatie bestaat de plasticsoep  grotendeels uit minuscule plastic deeltjes. Deze deeltjes worden door vissen en andere zeedieren vaak voor het eetbare plankton aangezien. Opname van te veel plastic deeltjes en de toxische stoffen die daar vaak aan zijn gebonden, kan de dood tot gevolg hebben. Consumptie van deze vissen kan voor de mens ook schadelijk zijn.